# Heikki Aaltoila
Heikki Aaltoila   (Hausjärvi, 11 de desembre de 1905 - Hèlsinki, 11 de gener de 1992) va ser un compositor, arranjador, director d'orquestra i crític musical finlandès. A més del seu instrument principal, el piano, tocava el contrabaix.

## Biografia
El seu pare era Hugo Aalto. Aalto també era el seu cognom de solter. Heikki va heretar el seu entusiasme per la música i el teatre del seu pare. Va ser un home de negocis i en el seu temps lliure actor i músic aficionat. Després de graduar-se de l'escola secundària el 1927, Heikki va treballar com a músic de ball i va acompanyar projeccions de pel·lícules al cinema com a pianista. Del 1928 al 1934 va estudiar música a l'institut de música Helsingfors a Hèlsinki amb Erkki Melartin, Leevi Madetoja i Ernst Linko i a la universitat amb Ilmari Krohn i Toivo Haapanen. Va tocar el contrabaix a l'orquestra d'estudiants de la Universitat de Hèlsinki. Des del 1932 va dirigir l'orquestra de la universitat i del 1939 al 1952 l'orquestra d'estudiants de l'Institut Tecnològic. Del 1934 al 1973 va dirigir l'orquestra del Teatre Nacional. Del 1939 al 1944 va treballar a la ràdio finlandesa. Va compondre, arreglar i dirigir la música per a unes 150 obres de teatre. La seva primera música incidental, per a la producció de Klaus, Louhikon herra [Klaus, Herr von Louhikon] de Maria Jotuni del director Wilho Ilmari (1888–1983), es va representar el 30 d'octubre de 1942 al Teatre Nacional. Va dirigir la seva música teatral a moltes ciutats europees com Estocolm, Göteborg, Copenhaguen, Viena, Budapest, Moscou i Leningrad.
La seva carrera com a compositor de cinema va començar el 1944. Va escriure la música per a més de 70 pel·lícules, incloent 55 llargmetratges, curtmetratges i documentals. Va tenir la capacitat de combinar diferents estils de música, des del renaixement fins al jazz, el modern i el rock. Aquí també va fer molts experiments. Les seves orquestracions són molt animades. Va formar part de la indústria cinematogràfica finlandesa i, ja que va musicar moltes de les pel·lícules d'Edvin Laine, també va ser anomenat el seu "compositor de la cort". En algunes pel·lícules va aparèixer com a actor secundari, principalment fent música. Del 1971 al 1978 va ensenyar a l'Acadèmia Sibelius i del 1943 al 1986 va treballar com a crític musical a "Uusi Suomi" [Nova Finlàndia] i a altres diaris.
El 1949 es va divorciar de la seva primera esposa, Marja Liuhtu, amb qui es va casar el 1941. Va tenir 3 fills amb la seva segona esposa Inkeri Hupli.

## Premis i premis
- Aaltoila va rebre el Jussi a la millor música pel·lícula dues vegades: el 1954 per la pel·lícula "Niskavuoren Arne" i el 1956 per "Pastori Jussilainen".[4]
- El 6 de desembre de 1968 va rebre la medalla Pro Finlandia.